# Harold E. Barlow
Pour les articles homonymes, voir Harold Barlow (homonymie).
Harold Everard Monteagle Barlow (15 novembre 1899 - 20 avril 1989) est un ingénieur britannique.

## Biographie
Il est né à Islington, Londres, le fils de Leonard Barlow, un ingénieur électricien. Il entre à l'University College de Londres où, à part les années de la Seconde Guerre mondiale (qu'il passe au Royal Aircraft Establishment, Farnborough), il passe la majeure partie de sa vie professionnelle. Il a Ambrose Fleming comme professeur, qui y occupe la chaire Pender. Barlow lui succède dans cette chaire, et donc également au poste de chef de département. Parmi ses étudiants, Barlow supervise Charles Kao, le lauréat du prix Nobel de physique 2009, pour un doctorat.
En mars 1961, il est élu Fellow de la Royal Society. Barlow reçoit un doctorat honorifique de l'Université Heriot-Watt en 1971. En 1988, il reçoit la médaille royale de la Royal Society dans la catégorie Ingénierie.